# Siedliska (Wydminy)
Siedliska (deutsch Schedlisken, 1938 bis 1945 Dankfelde) ist ein Dorf in der polnischen Woiwodschaft Ermland-Masuren und gehört zur Landgemeinde Wydminy (Widminnen) im Powiat Giżycki (Kreis Lötzen).

## Geographische Lage
Siedliska liegt in der östlichen Mitte der Woiwodschaft Ermland-Masuren, elf Kilometer südöstlich der Kreisstadt Giżycko (Lötzen).

## Geschichte
Das seinerzeit Schedlisken genannte Dorf wurde im Jahre 1555 gegründet. Mit seinem Wohnplatz Maxhof (polnisch Grodkowo) war es zwischen 1874 und 1945 in den Amtsbezirk Staßwinnen (polnisch Staświny) eingegliedert, der – 1938 in „Amtsbezirk Eisermühl“ umbenannt – zum Kreis Lötzen im Regierungsbezirk Gumbinnen (1905 bis 1945: Regierungsbezirk Allenstein) in der preußischen Provinz Ostpreußen gehörte.
Im Zeitraum von 1874 bis 1945 war Schedlisken auch dem Standesamt in Staßwinnen/Eisermühl zugeordnet.
Im Jahre 1910 zählte das Dorf insgesamt 617 Einwohner, 1933 waren es bereits 636 und 1939 schon 665.
Aufgrund der Bestimmungen des Versailler Vertrags stimmte die Bevölkerung im Abstimmungsgebiet Allenstein, zu dem Schedlisken gehörte, am 11. Juli 1920 über die weitere staatliche Zugehörigkeit zu Ostpreußen (und damit zu Deutschland) oder den Anschluss an Polen ab. In Schedlisken stimmten 500 Einwohner für den Verbleib bei Ostpreußen, auf Polen entfiel keine Stimme.
Am 3. Juni – offiziell bestätigt am 16. Juli – 1938 wurde Schedlisken in „Dankfelde“ umbenannt.
In Kriegsfolge kam der Ort 1945 mit dem gesamten südlichen Ostpreußen zu Polen und erhielt die polnische Namensform „Siedliska“. Heute ist das Dorf Sitz eines Schulzenamtes (polnisch sołectwo) und Teil der Landgemeinde Wydminy (Widminnen) im Powiat Giżycki (Kreis Lötzen), vor 1998 der Woiwodschaft Suwałki, seither der Woiwodschaft Ermland-Masuren zugehörig.

## Kirche
Bis 1945 war Schedlisken / Dankfelde in die evangelische Kirche Milken in der Kirchenprovinz Ostpreußen der Kirche der Altpreußischen Union und in die katholische Pfarrkirche St. Bruno Lötzen im Bistum Ermland eingepfarrt. Heute gehört Siedliska zur evangelischen Pfarrkirche Giżycko mit der Filialgemeinde Wydminy in der Diözese Masuren der Evangelisch-Augsburgischen Kirche in Polen sowie zur katholischen Pfarrkirche Miłki (oder auch Wydminy) im Bistum Ełk (Lyck) der Römisch-katholischen Kirche in Polen.

## Verkehr

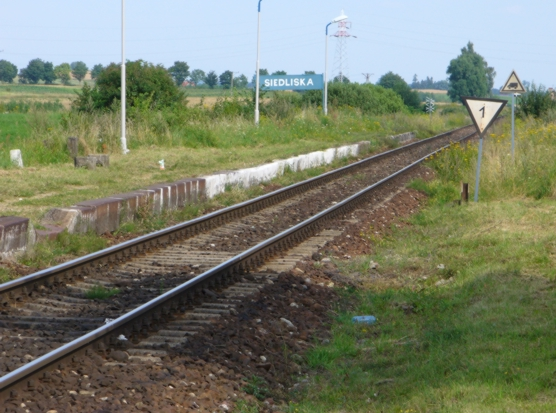
Die Bahnstation in Siedliska, früherer Bahnhof Schedlisken/Dankfelde

Siedliska liegt an der Woiwodschaftsstraße DW 655, die die Kreise Giżycko (Lötzen) und Olecko (Oletzko/Treuburg) in der Woiwodschaft Ermland-Masuren mit dem Kreis Suwałki in der Woiwodschaft Podlachien verbindet. Außerdem führt vom Nachbarort Kruklin (Kruglinnen, 1938 bis 1945 Kraukeln) eine Nebenstraße direkt nach Siedliska.
Seit 1868 ist das Dorf Bahnstation (bis 1945: Bahnhof) an der Bahnstrecke Głomno–Białystok, die einstmals von Königsberg (Preußen) (russisch Kaliningrad) bis nach Brest im heutigen Belarus führte und heute nur noch auf polnischem Staatsgebiet betrieben wird.